# Chimica
(Antoine-Laurent de Lavoisier)

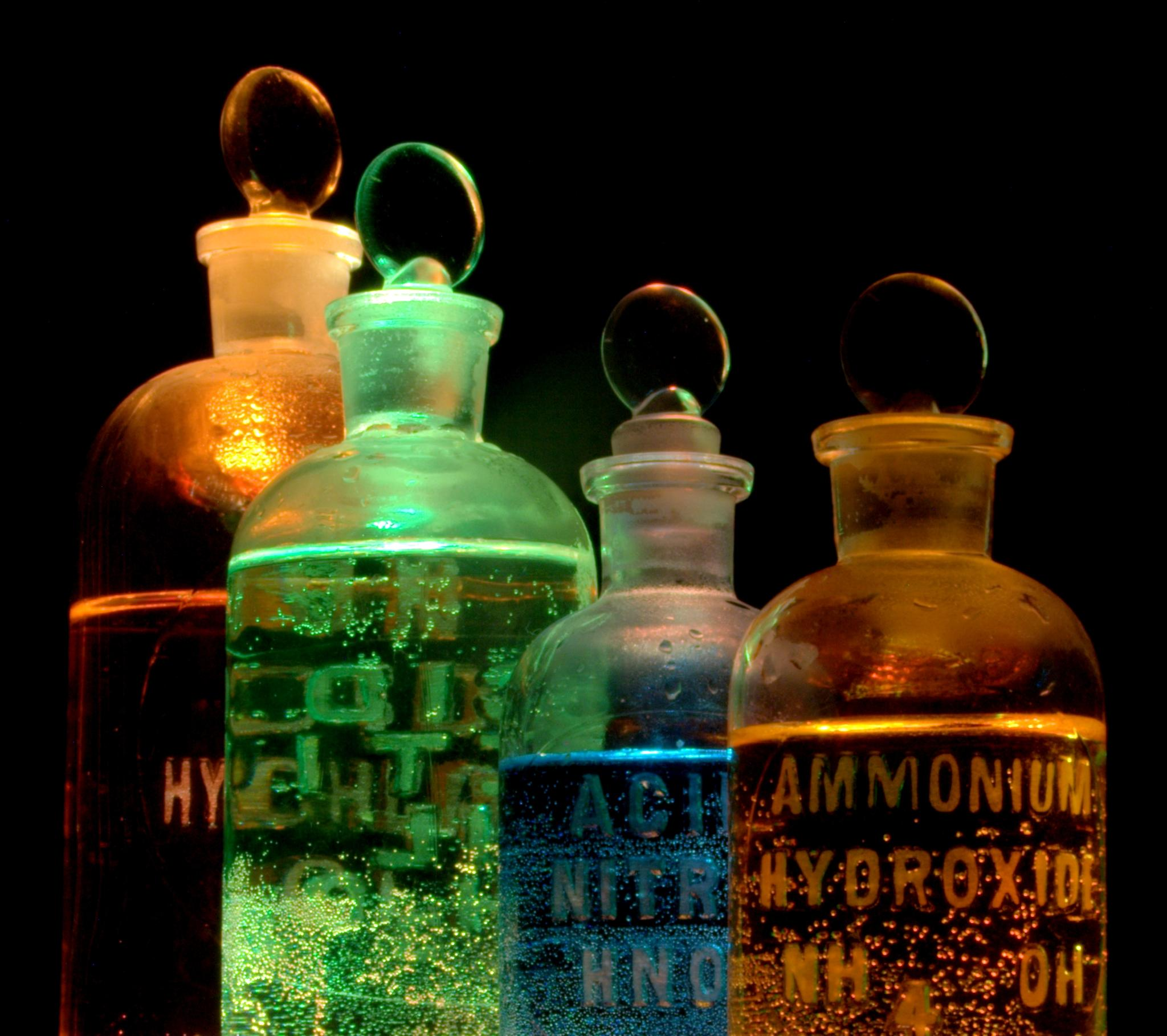
Soluzioni di sostanze in flaconi di reagenti, tra cui idrossido di ammonio e acido nitrico, illuminati in diversi colori.

La chimica (da kemà, il libro dei segreti dell'arte egizia, da cui l'arabo "al-kimiaa" "الكيمياء") è la scienza fondamentale-naturale che studia la composizione, la struttura e le proprietà della materia, sia essa in forma di elementi, specie, composti, miscele o altre sostanze, e i cambiamenti che questi subiscono durante le reazioni e il loro rapporto con l'energia chimica. Studia anche le loro associazioni tramite legami chimici che generano in particolare composti molecolari stabili o intermedi più o meno instabili. 
Linus Pauling la definì "la scienza che studia le sostanze, la loro struttura (tipi e forme di disposizione degli atomi), le loro proprietà e le reazioni che le trasformano in altre sostanze in riferimento al tempo". La chimica, attraverso una delle sue branche conosciute come chimica supramolecolare, si occupa principalmente di gruppi sopraatomici, come gas, molecole, cristalli e metalli, studiandone la composizione, le proprietà statistiche, le trasformazioni e le reazioni, sebbene la chimica generale includa anche la comprensione, le proprietà e le interazioni della materia su scala atomica.
Nell'ambito della sua materia, la chimica occupa una posizione intermedia tra la fisica e la biologia.
È spesso chiamata la "scienza centrale" (in inglese "central science") perché connette le altre scienze naturali, ovvero la fisica (attraverso la chimica fisica), la biologia (attraverso la biochimica), l'astronomia (attraverso l'astrochimica) e la geologia (attraverso la geochimica). Inoltre, fornisce una base per comprendere le discipline scientifiche di base e applicate a un livello fondamentale. Ad esempio, la chimica spiega gli aspetti della crescita delle piante (botanica), la formazione di rocce ignee (geologia), come si forma l'ozono atmosferico e come si degradano gli inquinanti ambientali (ecologia), le proprietà del suolo sulla luna (cosmochimica), come funzionano i farmaci (farmacologia) e come raccogliere prove del DNA sulla scena del crimine (scienza forense). La maggior parte dei processi chimici può essere studiata direttamente in laboratorio, utilizzando una serie di tecniche spesso consolidate, sia per la manipolazione dei materiali che per la comprensione dei processi sottostanti. Un approccio alternativo è fornito dalle tecniche di modellazione molecolare, che traggono conclusioni dai modelli computazionali.
La chimica affronta argomenti come il modo in cui gli atomi e le molecole interagiscono tramite legami chimici per formare nuovi composti chimici. Esistono due tipi di legami chimici: 
- Primari: legami covalenti, in cui gli atomi condividono uno o più elettroni; legami ionici, in cui un atomo dona uno o più elettroni a un altro atomo per produrre ioni (cationi e anioni); e legami metallici.
- Secondari: legami a idrogeno; legami con le forze di van der Waals; interazioni ione-ione; e interazioni ione-dipolo.

La chimica moderna si è sviluppata dall'alchimia, una pratica protoscientifica di natura esoterica, ma anche sperimentale, che combinava elementi di chimica, fisica, biologia, metallurgia e medicina.

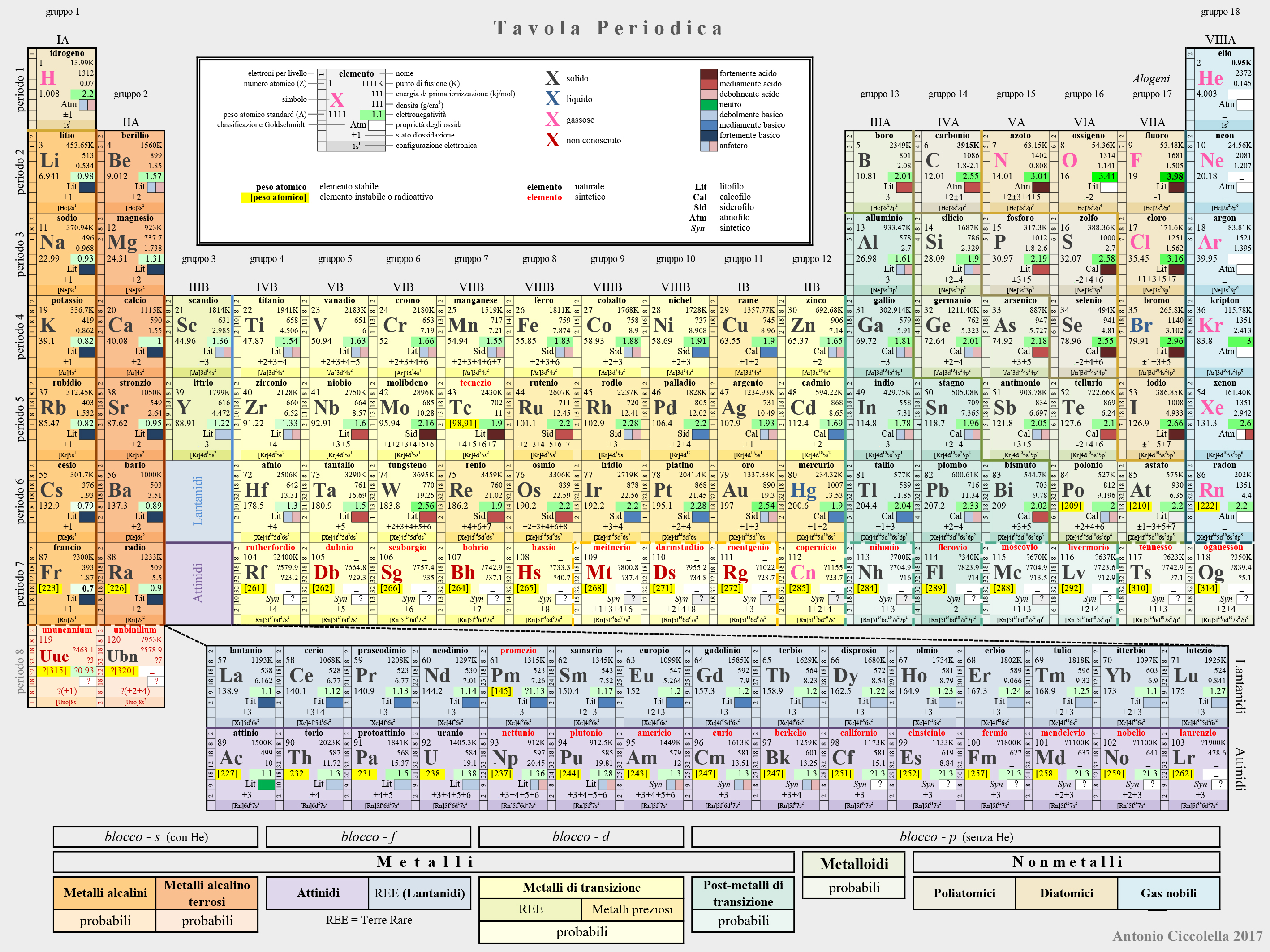
Tavola periodica degli elementi chimici moderni aggiornata nel 2013.

La sistematizzazione divenne evidente con la creazione della tavola periodica degli elementi e l'introduzione della teoria atomica, poiché i ricercatori svilupparono una comprensione fondamentale degli stati della materia, degli ioni, dei legami chimici e delle reazioni chimiche. A partire dalla prima metà dell'Ottocento, lo sviluppo della chimica è stato accompagnato dalla comparsa e dall'espansione di un'industria chimica che è rilevante per l'economia attuale e la qualità della vita.
Le discipline della chimica sono raggruppate secondo la classe di materia oggetto di studio o il tipo di studio svolto. Tra questi la chimica inorganica, che studia la materia inorganica; chimica organica, che studia la materia organica; la biochimica, che studia le sostanze esistenti negli organismi biologici; chimica fisica, che comprende gli aspetti strutturali ed energetici dei sistemi chimici su scala macroscopica, molecolare e atomica, e chimica analitica, che analizza campioni di materia e cerca di comprenderne la composizione e la struttura attraverso vari studi e reazioni.

## Descrizione

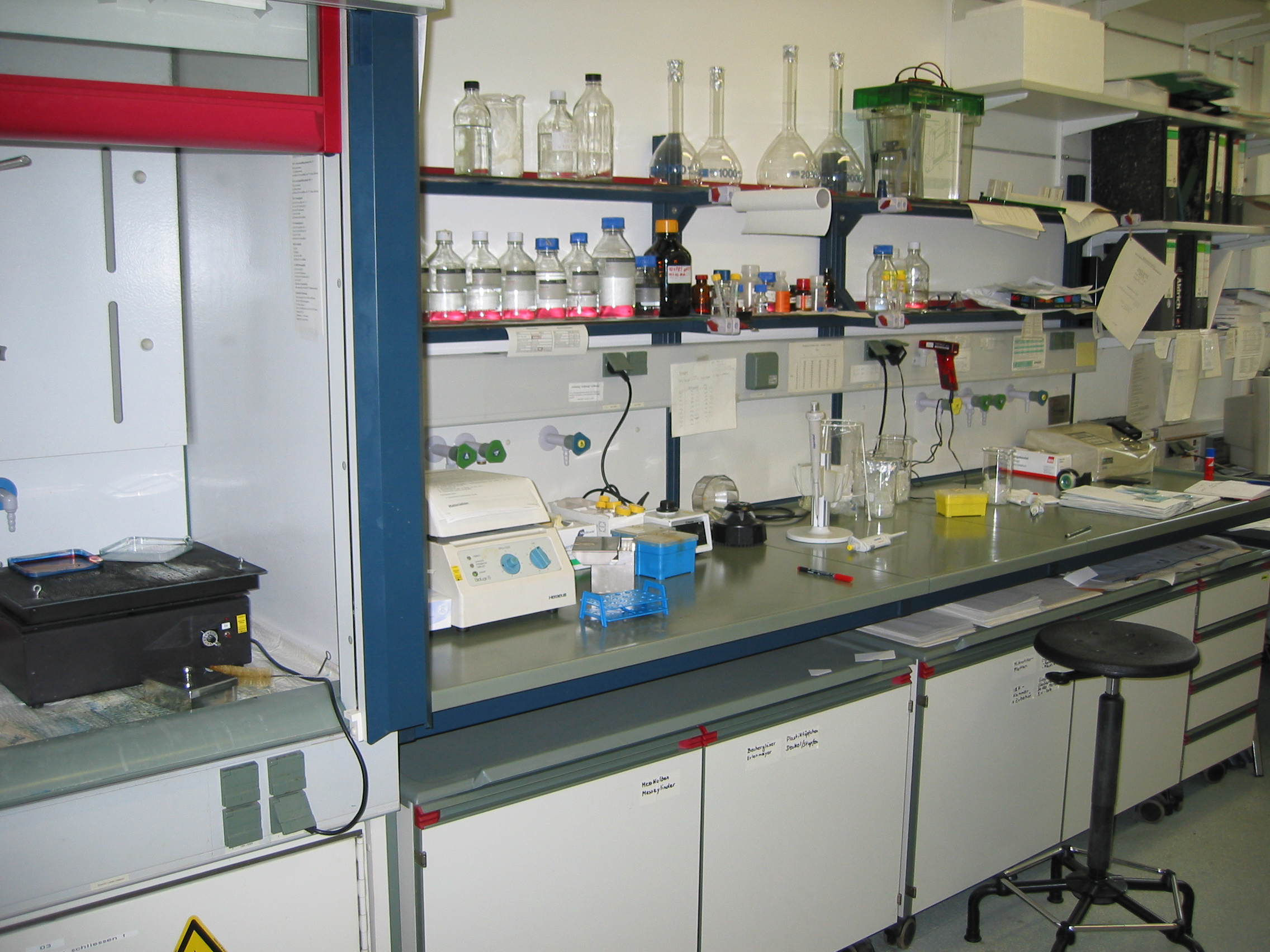
Laboratorio chimico, Istituto di biochimica, all'Università di Colonia in Germania.

La chimica ha interessato, anche per motivi pratici derivanti dalle sue applicazioni tecnologiche, le innumerevoli popolazioni dell'umanità fin dai tempi antichi. Dal II secolo a.C. si sviluppò, a partire dall'Egitto tolemaico, l'alchimia, un insieme di conoscenze sulla materia e le sue trasformazioni legate a convinzioni filosofiche ed esoteriche; da essa derivò la chimica moderna (in seguito alla rivoluzione scientifica, e più precisamente alla rivoluzione chimica alla fine del XVIII secolo). Anche nel periodo seguente la chimica continuò ad evolversi, perché sempre nuove scoperte ne ampliarono i campi di interesse e i metodi impiegati.
Oggetti di studio della chimica sono principalmente: 
- le proprietà dei costituenti della materia (atomi);
- le proprietà delle entità molecolari, ad esempio ioni o molecole, costituite da singoli atomi o dalla combinazione di più atomi;
- le proprietà delle specie chimiche (ciascuna delle quali caratterizzata da una specifica tipologia di entità molecolare e da particolari proprietà che la distinguono dalle altre specie chimiche);
- le proprietà delle miscele e dei materiali costituiti da una o più specie chimiche.

Tale studio della materia non è limitato alle sue proprietà e struttura in un dato istante, ma riguarda anche le sue trasformazioni, dette reazioni chimiche (che comportano la rottura dei legami che tengono uniti gli atomi appartenenti alla stessa entità molecolare e la formazione di nuovi legami per dare origine a nuove entità molecolari).
Sono studiati anche gli effetti di tali proprietà e le interazioni tra i componenti della materia su quelle degli oggetti e della materia con cui comunemente abbiamo a che fare, e le relazioni tra di essi, il che determina un'ampia importanza pratica di tali studi. Si tratta quindi di un campo di studi molto vasto, i cui settori sono tradizionalmente suddivisi in base al tipo di materia di cui si occupano o al tipo di studio.
La conoscenza della struttura elettronica degli atomi è alla base della chimica convenzionale, mentre la conoscenza della struttura del nucleo atomico e delle sue trasformazioni spontanee ed indotte è alla base della chimica nucleare.

## Storia

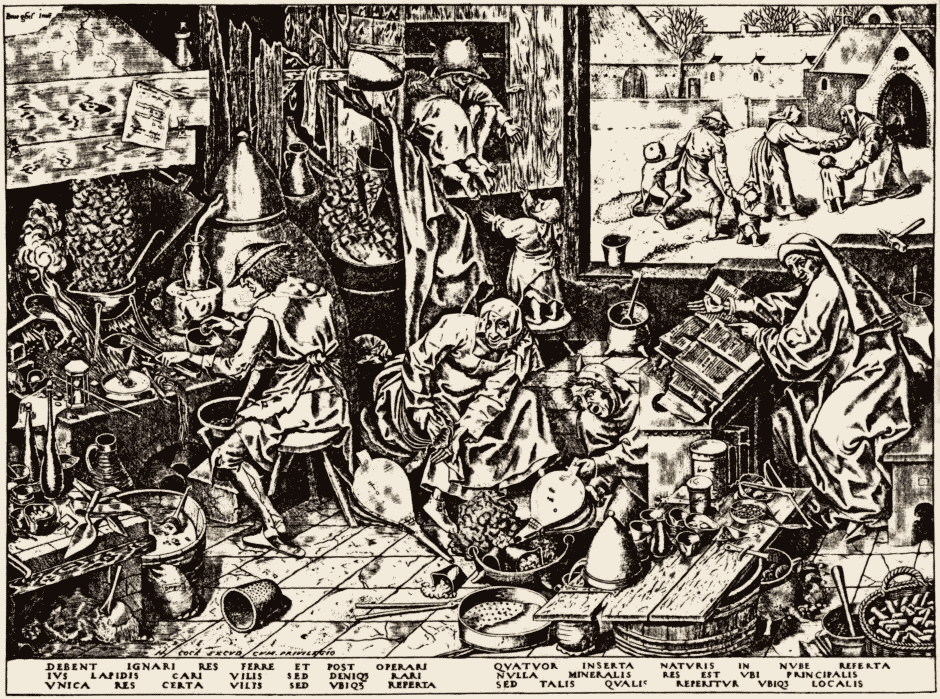
Laboratorio alchemico (illustrazione di Pieter Bruegel il Vecchio).

Due erano le principali scuole di pensiero della filosofia naturale elaborata dai Greci: Democrito sosteneva che la natura fosse formata da corpuscoli indivisibili (gli atomi) che si uniscono e separano in uno spazio vuoto, mentre Aristotele ipotizzava la struttura continua della materia risultante dalla combinazione degli elementi acqua, aria, terra e fuoco.
Tra il II e V secolo d.C. si sviluppa ad Alessandria d'Egitto l'alchimia, che conservava le origini filosofiche unite a una forte connotazione esoterica. In questo contesto l'alchimista, o "mago naturale", si poneva come tramite tra macrocosmo e microcosmo, divino e umano. Due erano gli obiettivi fondamentali degli alchimisti, da realizzare con l'ausilio della pietra filosofale: la trasmutazione dei metalli in oro, che corrispondeva anche all'elevazione verso la perfezione delle qualità spirituali umane, e la possibilità di curare ogni genere di malattia e creare la vita. Nel XVI secolo assumeva autonomia propria la branca definita iatrochimica, che ebbe i maggiori contributori in Paracelso e Jean Baptiste van Helmont e che si prefissava di correlare i processi chimici che avvengono all'interno dell'organismo umano con gli stati patologici e con i possibili rimedi.
Le basi per lo sviluppo della chimica moderna si pongono nel XVII secolo, con la prima definizione delle reazioni chimiche (nel Tyrocinium Chymicum (1610) di Jean Béguin) e il graduale sviluppo del metodo sperimentale, grazie a diversi scienziati tra i quali spicca Robert Boyle. Lo spartiacque simbolico tra alchimia e chimica può essere considerato l'anno 1661, con l'uscita del libro di Boyle Il chimico scettico (The Sceptical Chymist), in cui vengono introdotti i concetti di elemento chimico e composto chimico.

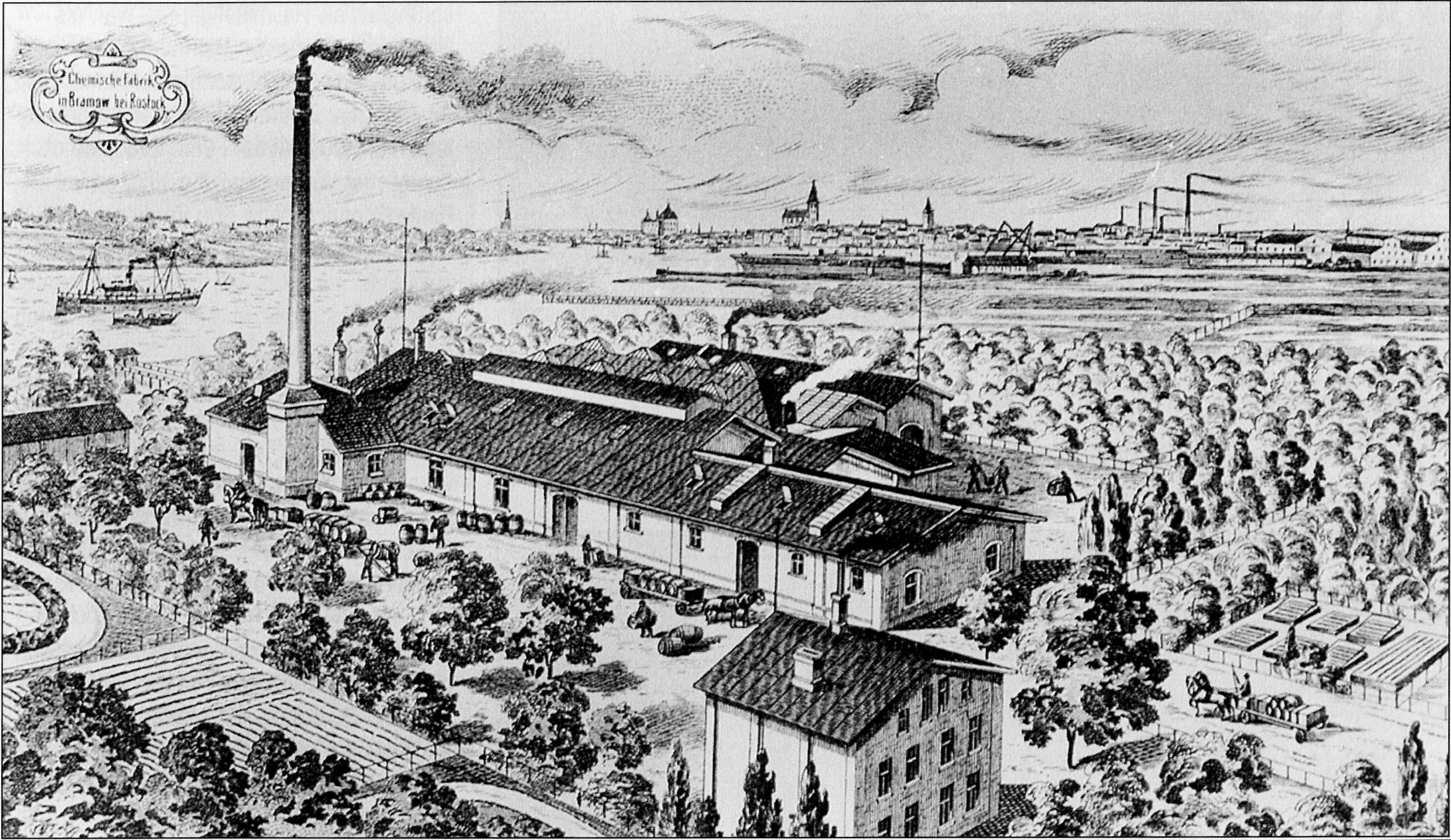
Impianto chimico a Rostock

Successivamente il lavoro di Antoine Lavoisier, che enunciò per primo la legge della conservazione della massa e confutò la teoria del flogisto, segnò il definitivo superamento dell'alchimia. Nel 1807 Jöns Jacob Berzelius fu uno dei primi a utilizzare il termine "chimica organica" in riferimento alla chimica che caratterizzava i composti prodotti dal regno animale, contrapposti a quelli di origine minerale e di pertinenza della chimica inorganica; sarà Friedrich Wöhler nel 1828 a dimostrare che i composti organici possono essere ottenuti anche da sintesi in laboratorio, riuscendo a sintetizzare l'urea a partire da sostanze inorganiche.
Nel 1869 Dmitrij Mendeleev e Julius Lothar Meyer ordinarono gli elementi chimici sistemandoli all'interno della tavola periodica, disposti ordinatamente in base al loro peso atomico. Nel 1937 l'italiano Emilio Segrè scoprì il tecnezio, primo elemento chimico artificiale, e negli anni seguenti verranno sintetizzati artificialmente molti altri nuovi elementi che andranno ad arricchire la tavola periodica.

## Principali concetti della chimica

### Atomi e molecole

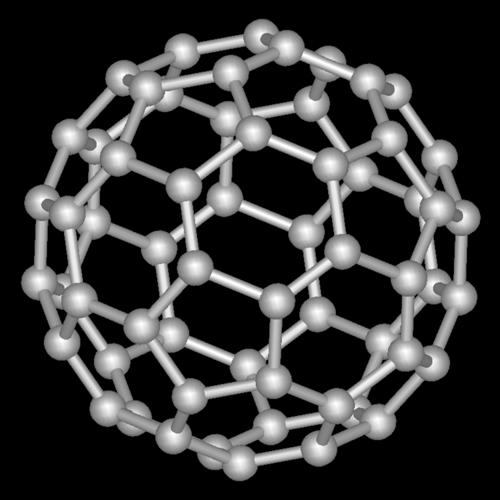
Una singolare forma molecolare del carbonio: il fullerene.

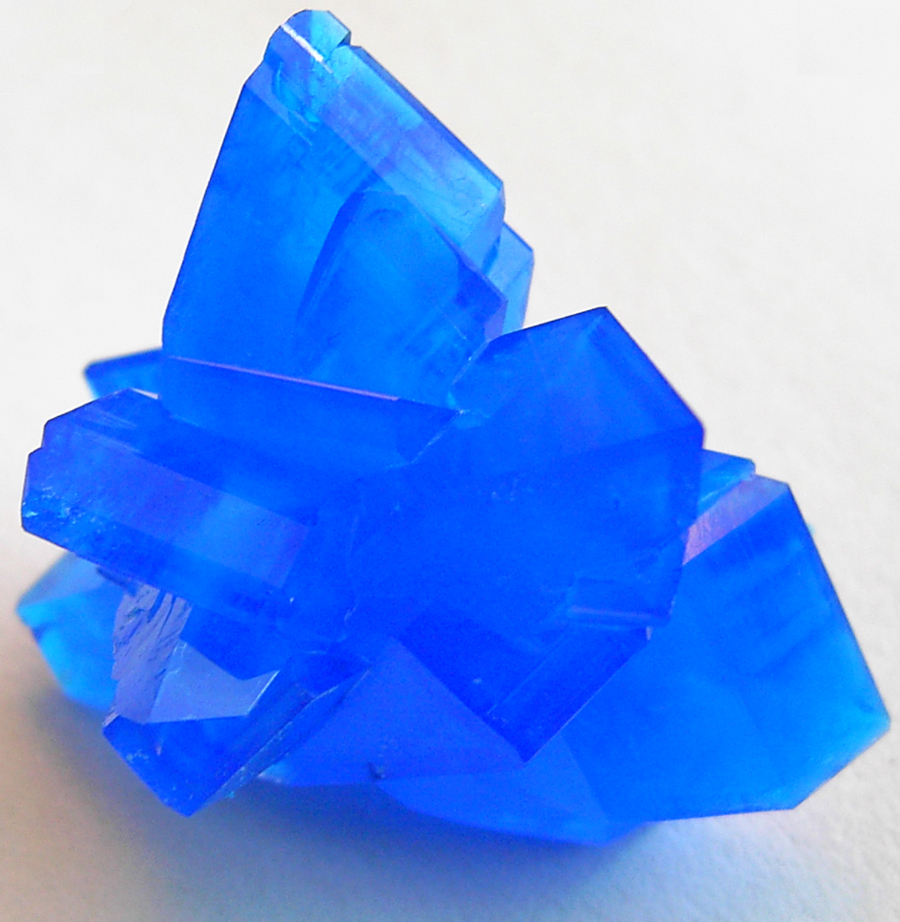
Cristalli di solfato di rame(II).

In natura esistono 92 elementi e a questi se ne aggiungono (per ora) altri 28 creati artificialmente. Ognuno di essi corrisponde ad un atomo con un certo numero di protoni ed ha struttura e proprietà differenti.
Quando gli atomi si combinano fra loro si generano delle molecole. Queste ultime possono essere costituite da atomi tutti uguali fra loro, formando quelle che vengono definite le sostanze semplici (ad esempio N2, O2 e S8), mentre le molecole costituite da atomi diversi sono caratteristiche delle sostanze composte (ad esempio H2O, C12H22O11 e H2SO4).
Per indicare la quantità di sostanza si fa uso della "mole". Una mole di sostanza risulta costituita da un numero di entità molecolari (ad esempio atomi o molecole) pari al valore numerico della costante di Avogadro (6,02214179×1023). Considerando che una mole di acqua pesa circa 18 grammi, è facile intuire che la materia che ci circonda è costituita da un enorme numero di particelle elementari.

### Legami chimici e forze di attrazione intermolecolare
Gli atomi possono legarsi fra loro, e la forza di natura elettrostatica che li unisce viene definita legame chimico. Tale legame, caratterizzato da intensità differente in relazione al composto a cui dà origine, è fondamentale nel conferire la particolare reattività e stabilità del composto stesso, nonché nel determinarne la struttura e geometria molecolare caratteristica.
Esistono poi forze intermolecolari, di minore intensità rispetto al legame chimico, che attraggono atomi e molecole fra di loro. Tali forze originano quello che viene comunemente definito legame chimico secondario e hanno un ruolo importante nel determinare lo stato di aggregazione di una sostanza per particolari condizioni di temperatura e pressione. Sono inoltre responsabili anche della struttura secondaria, terziaria e quaternaria delle proteine.

### Stati e aggregazione della materia
I composti chimici possono presentarsi in diversi stati di aggregazione, tra cui solido, liquido, aeriforme ed infine plasma.
La temperatura di un corpo è direttamente legata al movimento microscopico (o meglio all'energia cinetica microscopica) delle particelle elementari (molecole): in particolare a bassa temperatura le molecole sono attratte fra loro tramite legami più energetici, per cui l'unico moto a cui possono essere sottoposte è quello vibrazionale; lo stato della materia associato a questa condizione è lo stato solido.

Stati della materia

All'aumentare della temperatura, le molecole acquistano energia in quanto sono legate da legami meno energetici, per cui hanno la capacità di esprimere tre tipologie di moto: traslazionale, rotazionale e vibrazionale; lo stato della materia associato a questa condizione è lo stato liquido.
Un ulteriore aumento di temperatura indebolisce ulteriormente i legami che intercorrono tra le molecole, per cui aumentano ulteriormente le distanze tra le molecole e quindi il volume occupato dall'intero sistema; lo stato della materia associato a questa condizione è lo stato di aeriforme.
Infine, ionizzando un gas, otteniamo il plasma, che si ritiene costituisca il 99% della materia nell'Universo.
Si parla inoltre di "fase" per indicare una porzione omogenea di un sistema termodinamico. A seconda dello stato di aggregazione, si parla di "fase solida", "fase liquida" o "fase aeriforme". I concetti di "fase" e "stato di aggregazione" non vanno confusi: infatti un sistema può essere in un determinato stato di aggregazione ma presentare più fasi. Un esempio è dato dai liquidi immiscibili (come acqua e olio), che condividono lo stesso stato di aggregazione (cioè liquido) ma sono pertinenti a due fasi distinte (infatti l'olio se versato in un contenitore contenente acqua forma uno strato sulla superficie del liquido, diviso in maniera netta dall'acqua sottostante).
Un sistema composto da una singola fase è quindi omogeneo, mentre un sistema composto da più fasi è eterogeneo.

### Composti chimici e miscele

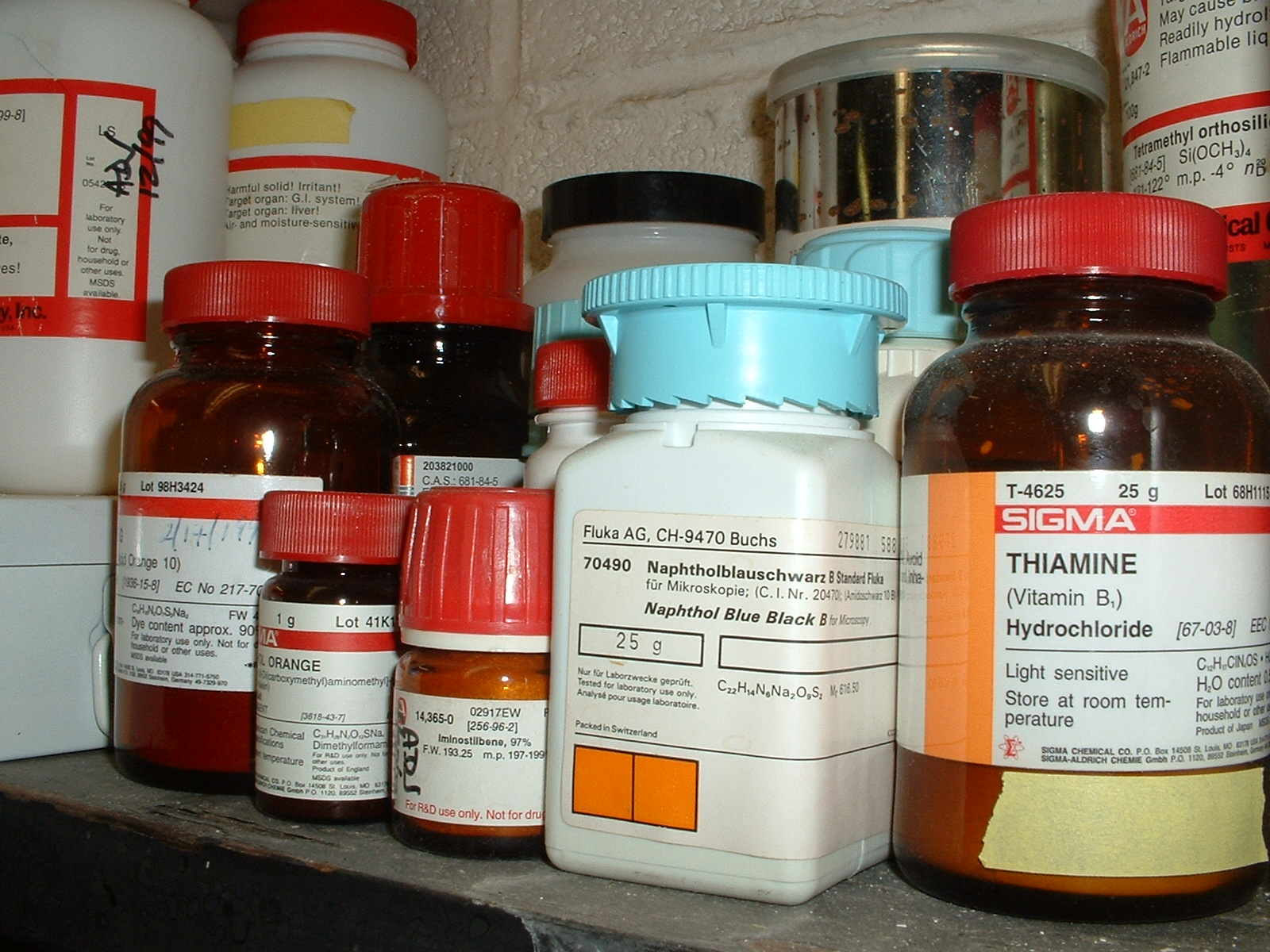
Esempi di composti chimici

Quando gli atomi si legano fra loro in proporzioni definite e costanti si ottengono dei composti chimici. Ad esempio l'acqua è un composto chimico rappresentato dalla formula chimica H2O, cioè formato da atomi di idrogeno e ossigeno in rapporto 2:1. I composti, oltre ad avere composizione chimica differente rispetto alle sostanze originarie che li hanno prodotti, hanno anche differenti proprietà chimiche e fisiche rispetto a tali sostanze.
I sistemi formati da più sostanze chimiche (semplici o composte) sono detti miscele. Le sostanze che costituiscono una miscela sono dette "costituenti". Le miscele possono essere a loro volta omogenee o eterogenee. Un particolare tipo di miscela omogenea sono le soluzioni, formate da un solvente (costituente presente in quantità maggiore) e da uno o più soluti (costituente presente in quantità minore).

### Reazioni chimiche

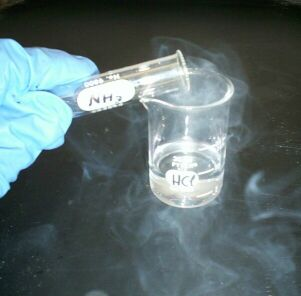
Reazione chimica tra acido cloridrico e ammoniaca, con produzione di cloruro di ammonio.

Una reazione chimica è un processo chimico tramite il quale atomi, ioni o molecole che costituiscono le sostanze iniziali (chiamate reagenti) interagiscono fra loro originando le sostanze finali (chiamate prodotti). La composizione e le proprietà chimico-fisiche dei prodotti sono differenti rispetto a quelle dei reagenti.
I reagenti prendono parte alla reazione secondo rapporti di massa ben stabiliti, in base al loro coefficiente stechiometrico; la stechiometria di reazione permette di calcolare il quantitativo teorico di prodotti ottenibili.
Una reazione che avviene producendo calore viene detta esotermica, mentre una reazione che avviene assorbendo calore dall'ambiente esterno viene detta endotermica.
Mentre la termochimica permette di stabilire se una data reazione può avvenire spontaneamente in determinate condizioni, la cinetica chimica si occupa di analizzare il meccanismo di reazione e di determinare se una data reazione chimica possa procedere con una velocità di reazione accettabile. Molte reazioni spontanee non avrebbero luogo senza la presenza di un catalizzatore, proprio perché presenterebbero altrimenti una velocità bassissima. La presenza del catalizzatore è necessaria a superare un "muro" energetico che impedisce alla reazione di avvenire. Una volta che la reazione è iniziata, può in certi casi "autoalimentarsi", per cui la presenza del catalizzatore non è più necessaria da un certo momento in poi. Un meccanismo simile avviene nelle reazioni di combustione: queste infatti hanno bisogno di un innesco iniziale per avere luogo (ad esempio una scintilla), ma una volta che la combustione ha avuto origine, si ha produzione di calore che autoalimenta la reazione stessa.
Alcuni esempi di reazioni chimiche sono:

Alcune tipologie di reazioni chimiche (dall'alto verso il basso): sintesi, decomposizione, sostituzione e metatesi. Per semplicità i gruppi che formano le specie chimiche sono stati indicati con le lettere A, B, C e D. Nella realtà tali gruppi possono avere delle strutture più o meno complesse

- Ossido-riduzioni

ad esempio: K2Cr2O7 + 6 FeSO4 + 7 H2SO4 → Cr2(SO4)3 + K2SO4 + 3 Fe2(SO4)3 + 7 H2O
- Reazioni acido-base

ad esempio: NaOH + HCl → NaCl + H2O
- Decomposizione

ad esempio: CaCO3 → CaO + CO2
- Doppio scambio

ad esempio: KCl + NH4NO3 → KNO3 + NH4Cl
- Precipitazione

ad esempio: AgNO3 + NaCl → NaNO3 + AgCl↓
- Complessazione

ad esempio: CuCl2 + NH3 → [Cu(NH3)4]Cl2
- Reazioni organiche

ad esempio l'acetilazione dell'acido salicilico con anidride acetica a formare acido acetilsalicilico e acido acetico:
C7H6O3 + C4H6O3 → C9H8O4 + C2H4O2
La freccia verso destra (→) sta indicare il verso in cui la reazione avviene. In questo caso bisogna anche specificare le condizioni in cui si opera (tra cui temperatura e pressione), in quanto la reazione inversa (cioè da destra verso sinistra) può essere favorita per talune condizioni. Nel caso più generale, i reagenti (primo membro) e i prodotti (secondo membro) sono separati dal segno "{\displaystyle \rightleftarrows }" che indica la reversibilità della reazione.
Il simbolo della freccia verso il basso (↓) indica una sostanza che precipita come corpo di fondo. La precipitazione però non avviene se le condizioni in cui si opera sono tali da rendere la solubilità del prodotto nella soluzione sufficientemente elevata. Nella notazione chimica si utilizza talvolta anche il simbolo di una freccia verso l'alto (↑), ad indicare che il prodotto è gassoso nelle condizioni in cui avviene la reazione.

### Equilibrio chimico

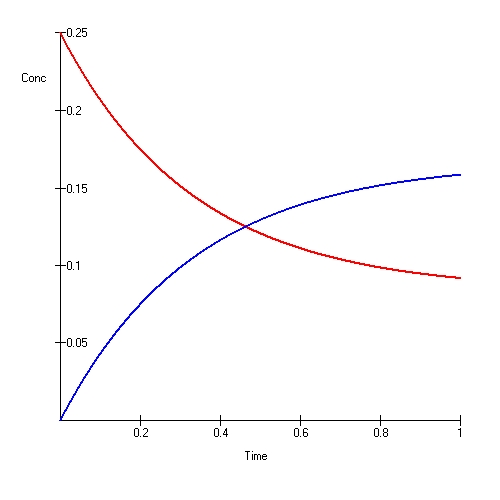
Comportamento temporale di due specie all'equilibrio

L'equilibrio chimico è una condizione di equilibrio dinamico che si ha quando i prodotti di una reazione chimica reagiscono a loro volta fra loro riformando i reagenti di partenza.
Una reazione di equilibrio viene indicata utilizzando le doppie frecce che puntano in verso opposto ({\displaystyle \rightleftharpoons }), invece di utilizzare la classica freccia che punta dai reagenti verso i prodotti. Un esempio è il seguente:
{\displaystyle aA+bB\rightleftharpoons cC+dD}
In teoria tutte le reazioni chimiche possono essere considerate di equilibrio, ma nella pratica comune quelle caratterizzate da valore di costante di equilibrio molto alta sono considerate reazioni "a completamento" (cioè che avvengono verso una sola direzione). La costante d'equilibrio K è definita dal rapporto dell'operazione di moltiplicazione delle concentrazioni delle sostanze prodotte, ognuna elevata al proprio coefficiente stechiometrico, rispetto all'operazione di moltiplicazione delle concentrazioni delle sostanze reagenti. Considerando l'esempio precedente di due reagenti e due prodotti, vale la relazione:
{\displaystyle K={\frac {[C]^{c}[D]^{d}}{[A]^{a}[B]^{b}}}}
La costante di equilibrio K è una costante in condizioni di temperatura costante (e pressione costante, nel caso dei gas). La costante di equilibrio può essere espressa anche in termini di rapporti tra pressioni parziali o anche frazioni molari.

### Leggi della chimica e della fisica

Animazione che spiega la legge di Boyle-Mariotte

Animazione che spiega la prima legge di Gay-Lussac.

Tutte le reazioni chimiche e le trasformazioni fisiche avvengono secondo leggi chimico-fisiche.
Di seguito viene presentato un elenco degli enunciati di alcune leggi di particolare importanza nell'ambito della chimica.
- Leggi sui gas
  - Legge dei gas perfetti: mette in relazione fra loro le funzioni di stato quantità di sostanza, pressione, volume e temperatura di un gas perfetto.
  - Legge delle pressioni parziali: la pressione totale esercitata da una miscela ideale di gas ideali è uguale alla somma delle pressioni parziali che sarebbero esercitate dai gas se fossero presenti da soli in un eguale volume.
  - Legge di Boyle-Mariotte: in condizioni di temperatura costante la pressione di un gas è inversamente proporzionale al suo volume.
  - Prima legge di Gay-Lussac: in condizioni di pressione costante il volume di un gas aumenta linearmente all'aumentare della temperatura.
  - Seconda legge di Gay-Lussac: in condizioni di volume costante la pressione di un gas aumenta linearmente all'aumentare della temperatura.
  - Legge di van der Waals: mette in relazione fra loro le funzioni di stato quantità di sostanza, pressione, volume e temperatura di un gas reale.
  - Legge di Henry: a temperatura costante, la quantità di gas che passa in soluzione in un determinato liquido è direttamente proporzionale alla pressione parziale del gas in equilibrio col liquido stesso.
- Leggi ponderali
  - Legge di conservazione della massa o legge di Lavoisier: in una reazione chimica, la massa dei reagenti è esattamente uguale alla massa dei prodotti.
  - Legge delle proporzioni definite o legge di Proust: in un determinato composto chimico allo stato puro gli elementi che lo formano stanno fra loro in proporzioni di massa definite e costanti.
  - Legge delle proporzioni multiple o legge di Dalton: quando due elementi si combinano in modi diversi per formare diversi composti, una certa massa di un elemento si combina con masse dell'altro che stanno tra loro in un rapporto che si può esprimere con frazioni semplici.
- Legge dell'azione di massa: la velocità di una reazione chimica è proporzionale alla concentrazione delle sostanze che vi partecipano.
- Principio di Le Châtelier: ogni sistema in equilibrio tende a reagire ad una modifica impostagli dall'esterno minimizzandone gli effetti.
- Legge di Raoult: mette in relazione la pressione di vapore di un liquido in soluzione con la sua pressione di vapore allo stato puro e la sua concentrazione in termini di frazione molare.
- Legge di Hess: la variazione di entalpia di una reazione chimica è indipendente dal percorso intermedio attraverso il quale dai reagenti si ottengono i prodotti.
- Legge di Debye-Hückel: definisce il coefficiente di attività medio delle soluzioni di elettroliti.
- Legge dell'indipendente mobilità degli ioni: la conduttanza equivalente di una soluzione di un elettrolita a diluizione infinita è uguale alla somma della mobilità del catione e dell'anione dai quali è formato l'elettrolita, mobilità che a diluizione infinita non si influenzano reciprocamente.
- Legge di Lambert-Beer: mette in relazione la quantità di luce assorbita da una sostanza con la sua natura chimica, la sua concentrazione e lo spessore del mezzo attraversato.

### Meccanica quantistica

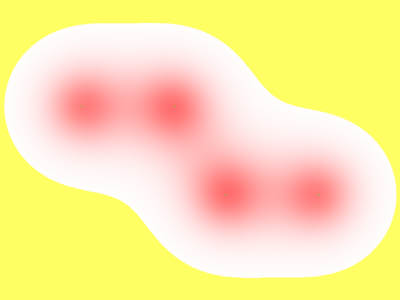
Orbitali leganti π del butadiene

La meccanica quantistica è stato il settore della chimica fisica (una disciplina di confine con la fisica) che ha dato maggior impulso allo sviluppo della chimica moderna, spiegando la struttura e le caratteristiche degli atomi e creando i presupposti basilari per la trattazione matematica del legame chimico.
Lo spunto iniziale fu dato da De Broglie che nel 1924 ipotizzò la possibilità di associare a una particella in movimento quale l'elettrone un'onda di lunghezza d'onda {\displaystyle \lambda } ricavabile dalla relazione:
{\displaystyle \lambda ={h \over \ mv}}
dove {\displaystyle h} rappresenta la costante di Planck mentre il prodotto {\displaystyle mv} è la quantità di moto. Quindi, secondo De Broglie, una particella in movimento ha una doppia natura corpuscolo-ondulatoria e tanto minore è la massa tanto maggiore risulterà la lunghezza d'onda dell'onda associata alla massa stessa: a titolo di esempio per un elettrone (massa 9×10−31 kg e velocità di rotazione attorno al nucleo di 2×106 m/s) si ricava una {\displaystyle \lambda } = 3,68 Å, mentre a un pallone del peso di 500 g che si muove a velocità di 30 m/s corrisponde un'onda con {\displaystyle \lambda } = 4,4×10−35 m.
Nel 1926 Erwin Schrödinger, basandosi sulla teoria di De Broglie, descrisse un'equazione (l'equazione di Schrödinger, appunto) che rappresenta la propagazione dell'onda materiale tridimensionale associata a un elettrone che orbita attorno al nucleo di un atomo idrogenoide. Le soluzioni matematiche di questa equazione costituiscono la funzione d'onda; sono fisicamente accettabili tutte quelle funzioni d'onda i cui numeri quantici (n, l, m) che le caratterizzano sottostanno alle regole di quantizzazione dettate dalla meccanica quantistica. L'orbitale è formalmente definito come la proiezione della funzione d'onda sulla base della posizione, ovvero rappresenta la componente spaziale della funzione d'onda. In accordo col principio di indeterminazione di Heisenberg, non è possibile conoscere contemporaneamente con la medesima accuratezza la posizione e la quantità di moto dell'elettrone. Approssimativamente, l'orbitale viene considerato come regione dello spazio in cui è massima la probabilità (90%) di rinvenire l'elettrone. Acquisendo o emettendo un quanto di energia l'elettrone è suscettibile di passare a livelli energetici rispettivamente maggiori o minori.

## Discipline fondamentali della chimica

### Chimica inorganica

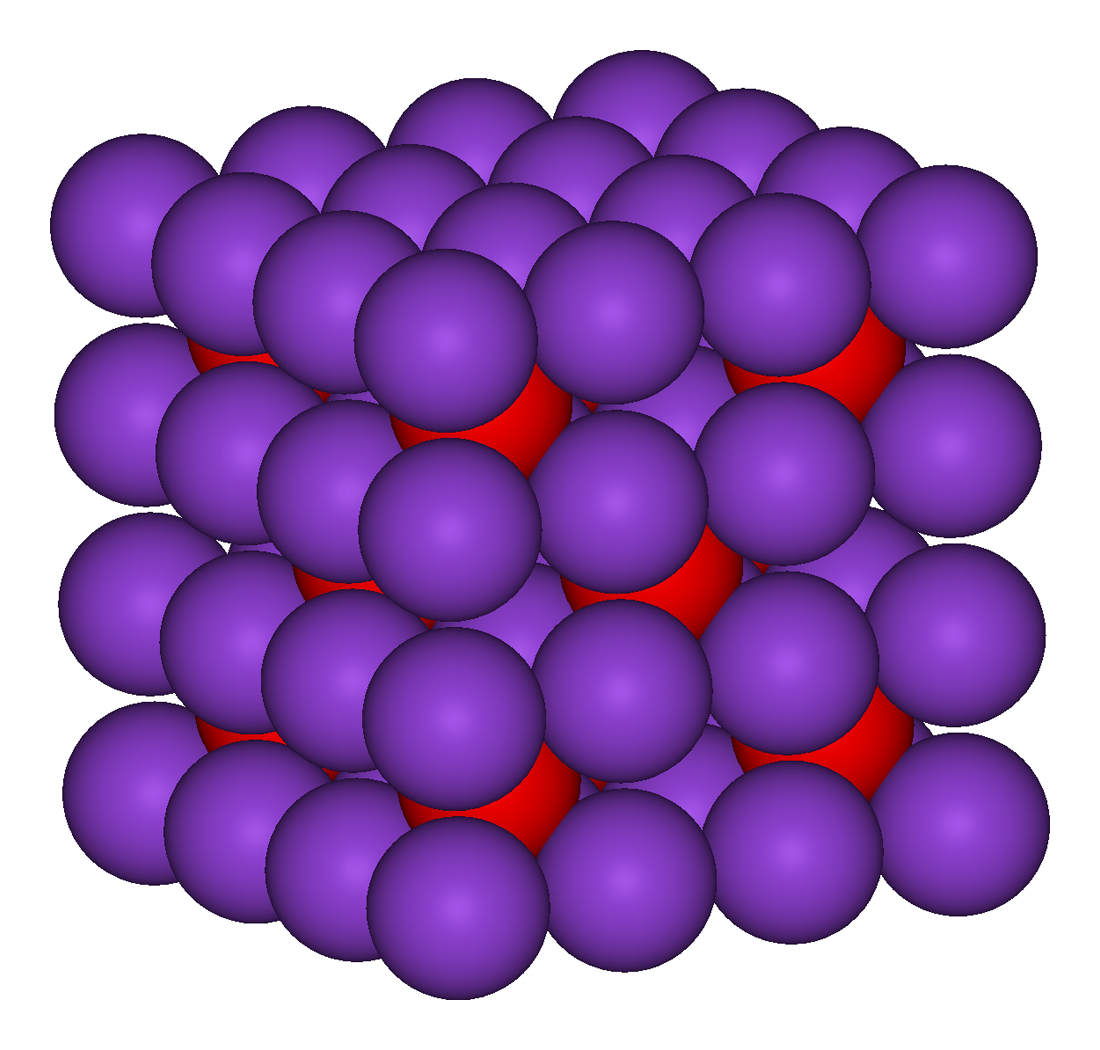
Struttura cristallina dell'ossido di potassio, K_{2}O, un composto ionico

La chimica inorganica si occupa dello studio dei composti inorganici, ovvero dei composti non formati da atomi di carbonio (anche se in realtà una ristretta classe di composti del carbonio sono considerati inorganici). Essa tratta lo studio del legame chimico e della simmetria delle molecole; si sofferma sulla caratterizzazione strutturale ed energetica dei solidi cristallini e di quelli metallici. In modo sistematico viene descritta la chimica degli elementi, raggruppando gli elementi chimici in base ai gruppi della tavola periodica. Vengono studiate le reazioni di ossido-riduzione, acido-base e la sintesi e caratterizzazione dei composti di coordinazione e dei composti metallorganici (contenenti un legame metallo-carbonio). Infine la chimica bioinorganica si occupa del ruolo degli elementi metallici nei processi vitali.

### Chimica organica

Il metano il composto organico più elementare

La chimica organica studia i composti del carbonio. La sistematica raggruppa le classi di composti organici in base alla presenza di determinati gruppi funzionali, studiandone le proprietà chimico-fisiche, le metodologie di sintesi e le reazioni caratteristiche. La stereochimica e i meccanismi di reazione sono un ambito di studio fondamentale in chimica organica. Nell'ambito di questa disciplina rientrano anche i composti aromatici, composti ciclici dotati di particolare stabilità, e biomolecole quali carboidrati, amminoacidi, proteine, lipidi e acidi nucleici (DNA e RNA). I polimeri organici sono una variegata classe di composti di elevato interesse industriale e con diverse applicazioni pratiche. I metodi fisici applicati alla chimica organica (NMR, spettroscopia IR, spettrometria di massa, spettroscopia UV) consentono il riconoscimento dei principali gruppi funzionali e della struttura molecolare.

### Chimica teorica
La chimica teorica è la branca della chimica che si occupa di fornire i fondamenti teorici ai fenomeni chimici osservati. Fa un intenso uso dei principi della fisica e del calcolo matematico per la comprensione del legame chimico e delle reazioni chimiche.

### Chimica fisica

Principio di funzionamento di uno spettroscopio

La chimica fisica si propone di studiare e descrivere le reazioni e i fenomeni chimici utilizzando le metodologie e gli strumenti propri della fisica. Vengono studiate le fasi della materia e le transizioni di fase, ponendo enfasi sulle leggi che governano lo stato gassoso, sulla struttura dei solidi cristallini e sui diagrammi di fase. La termodinamica viene affrontata in modo dettagliato così come le sue implicazioni nell'ambito delle reazioni chimiche (termochimica), arrivando a stabilire la spontaneità o meno di una reazione in base al calcolo dell'energia libera di Gibbs di reazione. Analogamente vengono analizzati i fattori in grado di influenzare l'equilibrio chimico e la termodinamica di miscele e soluzioni. Partendo dalle basi della meccanica quantistica, si giunge a descrivere il legame chimico in modo rigoroso su basi matematiche.
Appositi modelli risultano utili nello studio del potenziale dovuto alle interazioni intermolecolari (legami chimici secondari). Dalla struttura atomica si passa alla struttura molecolare, determinata applicando l'approssimazione di Born-Oppenheimer. La spettroscopia e le varie tecniche spettroscopiche vengono trattate evidenziandone i fondamenti fisici, piuttosto che le applicazioni pratiche. Altro campo di studio della chimica fisica è rappresentato dai fenomeni di trasporto. L'elettrochimica si occupa dello studio dell'interconversione tra energia chimica ed energia elettrica e di tutto ciò che ne viene implicato. La cinetica chimica si occupa del calcolo della velocità di reazione e della formulazione dei singoli processi elementari di cui si compone una reazione (meccanismi di reazione), mentre la dinamica molecolare applica i principi della dinamica ai sistemi atomici e molecolari. Infine la fotochimica studia l'influenza della luce sulla reattività chimica.

### Chimica analitica
La chimica analitica applica un insieme di tecniche, strumentali e non, allo scopo di riconoscere e quantificare un dato analita. Nello specifico l'analisi qualitativa si occupa del riconoscimento della sostanza oggetto di indagine, mentre l'analisi quantitativa determina la quantità di sostanza presente in un dato campione. In passato l'analisi qualitativa era condotta manualmente in modo sistematico, sfruttando opportuni reattivi; oggigiorno le tecniche strumentali quali quelle spettroscopiche hanno soppiantato tale approccio sistematico e puramente manuale da parte dell'analista. Nell'ambito dell'analisi quantitativa invece convivono tecniche puramente affidate all'operatore, quali le classiche titolazioni, con svariate tecniche strumentali automatizzate. Queste ultime, come già detto, possono più comunemente essere spettroscopiche, cromatografiche, elettroanalitiche, o termiche (come l'analisi termica differenziale, la calorimetria differenziale a scansione, la termogravimetria). Occorre sottolineare che la chimica analitica si occupa anche della corretta elaborazione statistica del dato analitico, nonché della qualità e affidabilità di tale dato.

### Biochimica

Struttura dell'amilosio, un componente dell'amido

La biochimica studia i composti e i processi chimici che contraddistinguono gli organismi viventi. Essa si occupa della biosintesi delle biomolecole, del loro ruolo e funzionalità biologica: acidi nucleici e informazione genetica, proteine, lipidi e carboidrati. Studia inoltre gli enzimi e la catalisi enzimatica, fino a giungere alla cinetica di Michaelis-Menten. La biochimica si concentra sugli aspetti chimici del metabolismo, del trasporto di ossigeno tramite emoglobina e mioglobina, della respirazione cellulare, della fotosintesi clorofilliana, dell'omeostasi e della trasduzione del segnale all'interno delle cellule. I canali di membrana e le pompe ioniche consentono il passaggio di ioni e molecole attraverso la membrana cellulare. La biosintesi degli anticorpi e la loro interazione con l'antigene ha un ruolo fondamentale nell'ambito della risposta immunitaria.

### Altre discipline
Esistono numerosissime specializzazioni e discipline della chimica, che possono essere considerate parte delle discipline fondamentali e spesso anche parte di altre discipline scientifiche affini; ad esempio: la chimica farmaceutica, la chimica industriale, la chimica dei polimeri e delle macromolecole, la chimica degli alimenti, la chimica dello stato solido e delle superfici, l'astrochimica, la cosmochimica, l'elettrochimica, la geochimica, la chimica teorica, la citochimica, l'istochimica, la chimica clinica, la chimica nucleare, la radiochimica, la chimica delle radiazioni, la chimica metallorganica, la stereochimica, la chimica ambientale, la chimica verde, la fotochimica, la sonochimica, la chimica del suolo, la chimica dell'atmosfera, la chimica radiofarmaceutica, l'aerotermochimica, la chimica del restauro, la chimica dei beni culturali, la strutturistica chimica, la magnetochimica, la chimica quantistica, la femtochimica, la chimica dei colloidi, la chimica delle interfasi, la chimica combinatoria, la chimica computazionale, la chimica matematica, la chemioinformatica, la chemiometria, la chimica dei materiali, la chimica del cemento, la chimica dolce, la chimica supramolecolare, la nanochimica.

## Applicazioni della chimica

### Chimica e industria

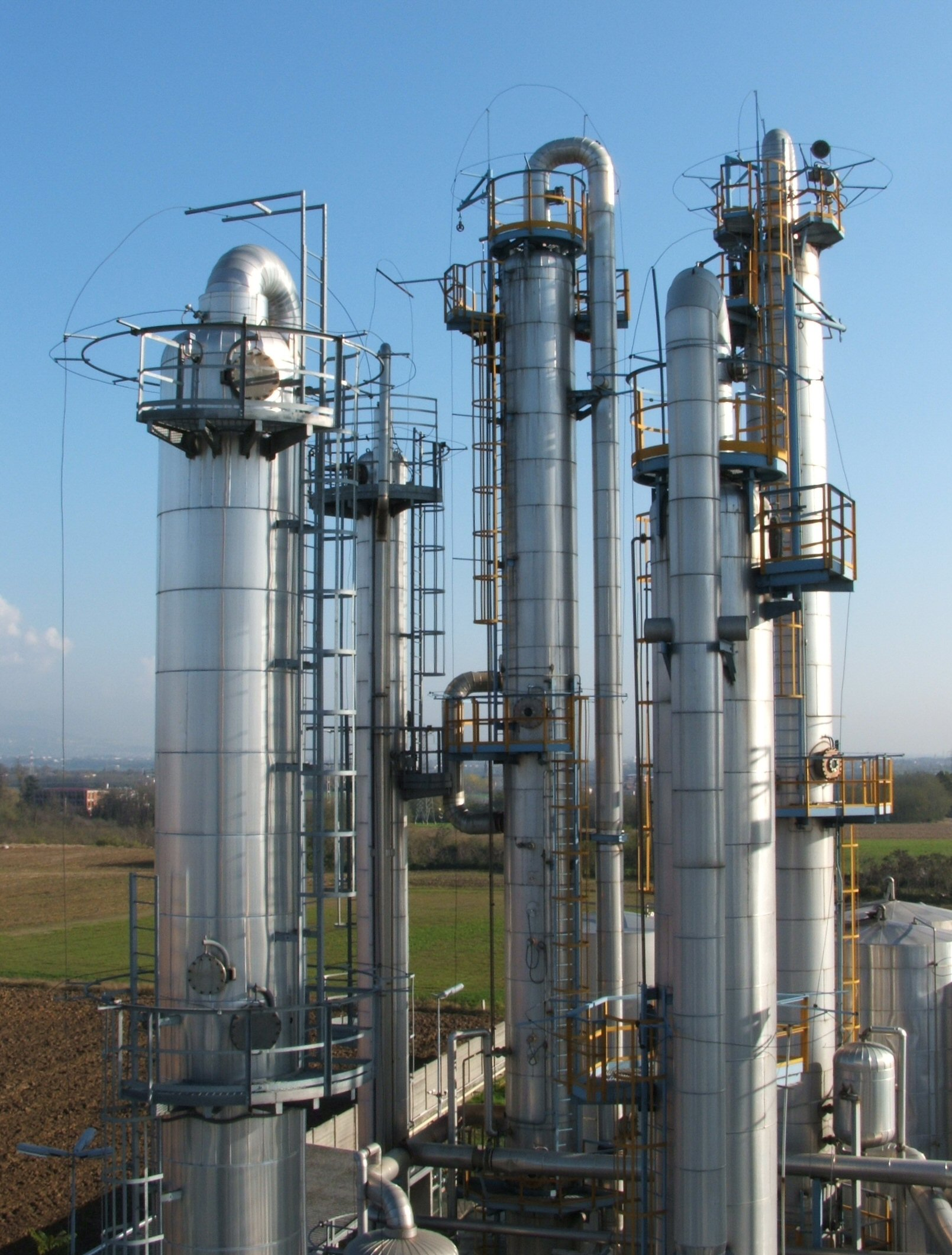
Impianto di distillazione a doppio effetto.

La chimica industriale si occupa della sintesi su vasta scala di prodotti chimici destinati a vari utilizzi, ottimizzando il rapporto costi/benefici dell'intero ciclo produttivo chimico. In particolare, disponendo delle opportune materie prime, tramite un insieme di processi realizzati all'interno di un impianto chimico, si giunge a ottenere semilavorati o prodotti finiti in grado di soddisfare le specifiche e i requisiti tecnici richiesti per il loro utilizzo pratico. A titolo di esempio, per indicare alcuni dei processi chimici industriali più noti, si cita il processo Haber-Bosch per la sintesi dell'ammoniaca e il processo Ostwald per la sintesi dell'acido nitrico. L'industria petrolchimica e dei polimeri sintetici è un altro vasto campo molto attivo.

### Chimica e medicina

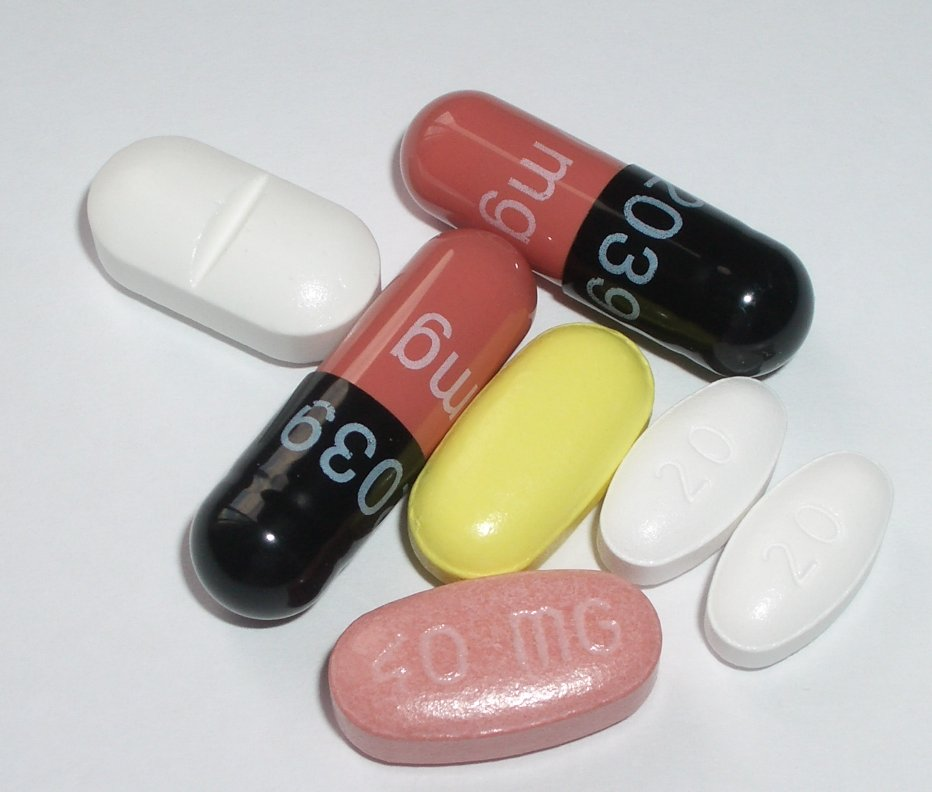
Il principio attivo di un farmaco rappresenta la molecola che possiede attività biologica.

La chimica farmaceutica costituisce il campo di ricerca per la sintesi e applicazione terapeutica dei nuovi farmaci. Pone le sue basi sullo studio teorico delle proprietà chimico-fisiche delle molecole e sui modelli di interazione farmacologica con l'organismo. Si giunge quindi a formulare una conveniente strategia di sintesi, sfruttando anche l'approccio della chimica combinatoria, e il nuovo farmaco ottenuto può iniziare la fase di sperimentazione che se culminerà con esito positivo potrà permettergli l'immissione sul mercato. Oltre questi aspetti farmacologici, la chimica risulta un utile ausilio in medicina diagnostica grazie alla possibilità di effettuare appositi esami chimico clinici di laboratorio. Isotopi radioattivi vengono utilizzati in medicina nucleare.

### Chimica e ambiente
La crescente sensibilità verso un basso impatto ambientale e la necessità di applicare politiche di sviluppo sostenibile hanno condotto alla nascita della cosiddetta chimica verde. Questa disciplina si propone di ridurre l'impatto dei processi chimici mettendo in pratica concetti quali l'utilizzo di materie prime ricavate da fonti rinnovabili, la riduzione di reflui e scarti, l'utilizzo di composti biosostenibili ed ecosostenibili. D'altra parte la chimica ambientale è focalizzata sullo studio del chimismo e biochimismo implicato nell'ambito ambientale: si interessa della chimica delle acque dolci e marine, della chimica del suolo e dell'atmosfera. Non si limita a comprendere i fondamenti chimici, ma estende il proprio campo di studio e ricerca ai fenomeni legati all'inquinamento e all'effetto dei tossici rilasciati in ambiente proponendosi di trovare un rimedio.

### Chimica e beni culturali
La chimica applicata ai beni culturali si occupa dei materiali utilizzati in ambito artistico e delle tecniche analitiche, invasive e non, utilizzate per le indagini strumentali sulle opere d'arte. Si interessa inoltre della datazione dei reperti, dei metodi di restauro e di conservazione. Studia i meccanismi e i fattori che contribuiscono al degrado dei manufatti artistici cercando di rimediare al loro effetto.

### Annotazioni
1. ↑  Non bisogna confondere le trasformazioni di tipo chimico da quelle di tipo fisico. La differenza principale tra i due tipi di trasformazione risiede nell'entità delle interazioni che si realizzano tra i costituenti della materia: nel caso di rottura e/o creazione di legami meno energetici (quali ad esempio legami di van der Waals e forze di London) si parla di trasformazione fisica (ad esempio miscelazione, assorbimento gas-liquido, distillazione, adsorbimento fisico), mentre nel caso di rottura e/o creazione di legami più energetici (quali ad esempio legami covalenti e legami ionici) si parla di trasformazione chimica.
2. ↑  Si parla di energia cinetica microscopica per distinguerla dall'energia cinetica macroscopica. La prima compete al movimento di singole molecole, mentre la seconda compete al movimento del corpo nella sua globalità (ad esempio moto di traslazione e rotazione di un corpo rigido).
3. ↑  All'aumentare della temperatura, il sistema aumenta il proprio volume, per qualsiasi tipo di stato (solido, liquido o aeriforme). L'aumento del volume (a parità di pressione e temperatura iniziale e finale) è però molto evidente negli aeriformi rispetto ai liquidi e più evidente nei liquidi rispetto ai solidi. Dal punto di vista quantitativo, l'aumento del volume può essere espresso dal coefficiente di dilatazione termica.
4. ↑  Esempi di miscele con cui abbiamo spesso a che fare sono: la cioccolata, la birra, l'aria, la benzina e le leghe metalliche.
5. ↑  Si parla di "quantitativo teorico" in quanto si tratta del massimo quantitativo ottenibile dal punto di vista termodinamico, cioè all'equilibrio. Nella pratica intervengono inoltre altri fenomeni, che vengono studiati nell'ambito della cinetica chimica (quali ad esempio la presenza di catalizzatori o inibitori della reazione).
6. ↑  Ad esempio, composti come il solfuro di carbonio, l'anidride carbonica, il monossido di carbonio e i carburi sono considerati inorganici.

### Fonti
1. ↑  In Histoire et Dictionnaire de la Révolution Française, Parigi, Éditions Robert Laffont, 1998; Il testo di Lavoisier è: "On voit que, pour arriver à la solution de ces deux questions, il fallait d’abord bien connaître l’analyse et la nature du corps susceptible de fermenter, et les produits de la fermentation ; car rien ne se crée, ni dans les opérations de l’art, ni dans celles de la nature, et l’on peut poser en principe que, dans toute opération, il y a une égale quantité de matière avant et après l’opération ; que la qualité et la quantité des principes est la même, et qu’il n’y a que des changements, des modifications."  Traité élémentaire de chimie, 1789, pp. 140-141.
2. ↑   chìmica in Vocabolario, su Treccani. URL consultato il 3 marzo 2023.
3. ↑  (ES) Quimica, su Cientec, novembre 2004. URL consultato il 3 marzo 2023 (archiviato dall'url originale il 3 marzo 2023).
4. ↑  Carsten Reinhardt. Chemical Sciences in the 20th Century: Bridging Boundaries. Wiley-VCH, 2001. ISBN 3-527-30271-9. pp. 1–2.
5. ↑  Theodore L. Brown, H. Eugene Lemay, Bruce Edward Bursten, H. Lemay. Chemistry: The Central Science. Prentice Hall; 8 edition (1999). ISBN 0-13-010310-1. Pages 3-4.
6. ↑  Carsten Reinhardt. Chemical Sciences in the 20th Century: Bridging Boundaries. Wiley-VCH, 2001. ISBN 3-527-30271-9. Pages 1-2.
7. ↑  The Cambridge Dictionary of Scientists.
8. ↑  IUPAC Gold Book, "molecule"
9. ↑  IUPAC Gold Book, "mole"
10. ↑  IUPAC Gold Book, "Avogadro constant"
11. 1 2  IUPAC Gold Book, "mixture"
12. ↑  IUPAC Gold Book, "equilibrium constant"
13. ↑   Ivano Bertini e Paola Turano, Chimica bioinorganica, su treccani.it, Enciclopedia Italiana - VII Appendice (2006). URL consultato il 29 maggio 2015.
14. ↑   Costanza Miliani, Il colore nella pittura: la chimica di pigmenti e coloranti (PDF), su ciam.unibo.it - sito web del Dipartimento di Chimica dell'Università di Bologna. URL consultato il 29 maggio 2015 (archiviato dall'url originale il 21 aprile 2015).

### Stampa specializzata
- Eclética Química
- International Journal of Environmental Analytical Chemistry
- Journal of Chemical & Engineering Data
- Journal of Chemical Theory and Computation
- Journal of Chemometrics
- Journal of the American Oil Chemists' Society
- Macedonian Journal of Chemistry and Chemical Engineering
- Microchemical Journal
- Phytochemical Analysis
- Polish Journal of Chemistry